# Спутник (Свердловская область)
Спутник — посёлок в Свердловской области России, входит в Ирбитское муниципальное образование.

## Географическое положение
Посёлок расположен в 6 километрах (по автотрассе в 6 километрах) к юго-востоку от города Ирбит, на правом берегу протоки Старица реки Ница. Через посёлок проходит автотрасса Ирбит — Байкалово.

## История
Решением Свердловского облисполкома № 127 от 23 февраля 1977 года был зарегистрировано вновь возникший населенный пункт: посёлок Спутник Гаевского сельсовета.

## Население
| 2002 | 2010 | 2021 |
| ---- | ---- | ---- |
| 347  | ↘331 | ↘323 |